# Franjo Marincic
Franjo Marinčić (* 22. November 1950 in Ludwigsburg; † 10. Mai 2022 in München) war ein deutscher Schauspieler.

## Leben
Marincic wuchs in Passau auf und schloss 1970 eine Lehre als Buchdrucker ab. Bis 1974 arbeitete er in verschiedenen Berufen. Seine Ausbildung zum Schauspieler absolvierte Franjo Marincic an der Folkwang-Hochschule in Essen. 1977 erhielt er sein erstes Engagement am Theater Ulm, 1979 bis 1980 war er am Staatstheater Braunschweig beschäftigt. Seither spielte er als Gast an verschiedenen Theatern.
Sein Kinodebüt gab Franjo 1978 in der Sexfilm-Komödie Liebesgrüße aus der Lederhose 4: Die versaute Hochzeitsnacht mit Peter Steiner. Es folgten der „Achmed“ neben Jürgen Drews in Ein Kaktus ist kein Lutschbonbon (1981) und  Gastrollen in Serien wie Derrick (sechs Folgen), Zwei Brüder (zwei Folgen), Aktenzeichen XY … ungelöst (zwei Folgen), SOKO 5113 (zwei Folgen), Der Alte (zehn Folgen) und Siska (sieben Folgen). Im englischen Film Extreme Ops spielte er den Ivo. 2007 entstand mit ihm der Krimi Magan.
Am Theater spielte Marincic am Theater44 unter der Regie von Heiner Lauterbach 1985 den Kowalski in Endstation Sehnsucht. Den Kowalski gab er 1982 bereits in Hannover. Weitere Bühnenrollen waren der Amphytrion (ebenfalls Theater 44) und der Bonifaz Krummbügler in Der Wadenbeißer an der Iberlbühne in München. Am Kriminaltheater in München war er in Ladykillers zu sehen.

## Filmografie (Auswahl)
- 1978: Heiße Feigen
- 1978: Liebesgrüße aus der Lederhose 4: Die versaute Hochzeitsnacht
- 1981: Ein Kaktus ist kein Lutschbonbon
- 1981: Intime Stunden auf der Schulbank
- 1984: Wenn ich mich fürchte
- 1984: Der Alte – Der Klassenkamerad
- 1986: Der Alte – Der Trugschluss
- 1988: Der Schwammerlkönig (Fernsehserie)
- 1995: Tatort – Herz As (TV-Reihe)
- 1995: Polizeiruf 110 – Roter Kaviar (TV-Reihe)
- 1995–1998: Derrick (TV-Serie, sechs Folgen)
- 1997: Gefangene der Liebe (TV)
- 1997: Alte Liebe, alte Sünde (TV)
- 1998: Polizeiruf 110 – Spurlos verschwunden (TV-Reihe)
- 1998: Siska – Folge 2: Frau Malowas Töchter
- 1998: Tatort – Bienzle und der Champion
- 1999: Ganz unten, ganz oben (TV)
- 1999: Dr. Stefan Frank – Der Arzt, dem die Frauen vertrauen – Dann eben mit Gewalt
- 2001: Tatort – Zielscheibe (TV-Reihe)
- 2004: Polizeiruf 110 – Mein letzter Wille (TV-Reihe)
- 2004: Der Alte – Folge 295: Ein tödliches Drama
- 2004: Der Bulle von Tölz: Der Tölzi
- 2004: Der Alte – Episode 302: Blutsbande
- 2005: Der Alte – Episode 304: Angst
- 2009: Hitler vor Gericht (TV)
- 2010: Sau Nummer vier. Ein Niederbayernkrimi (TV)